# Hopkin
Hopkin ist ein englischer Familienname. Er setzt sich zusammen aus dem Vornamen Hob, der seinerseits eine Koseform des Vornamens Robert darstellt, und dem Diminutivsuffix -kin (entspricht deutsch -chen), bedeutet also in etwa „kleiner Robert“ oder auch „Roberts Sohn“. Der Name ist bereits im 13. Jahrhundert nachweisbar. Häufige Varianten des Namens sind Hopkins sowie das Patronym Hopkinson.

## Namensträger
- Anna Hopkin (* 1996), britische Schwimmerin
- Bryan Hopkin (1914–2009), britischer Ökonom
- Fred Hopkin (1895–1970), englischer Fußballspieler
- Mary Hopkin (* 1950), britische Sängerin
- Robert Hopkin (1832–1909), schottisch-amerikanischer Marinemaler und Bühnenbildner